# Ferran Torres
Ferran Torres García (* 29. Februar 2000 in Foios) ist ein spanischer Fußballspieler. Der Flügelspieler steht seit Januar 2022 beim FC Barcelona unter Vertrag und ist spanischer Nationalspieler.

## Karriere

### Vereine
Torres begann in der Jugendabteilung des FC Valencia mit dem Fußballspielen und rückte 2016 in die zweite Mannschaft des Vereins auf. Sein Debüt in der Segunda División B, der dritthöchsten Spielklasse im spanischen Fußball, gab er am 15. Oktober 2016 (9. Spieltag) bei der 0:2-Niederlage im Heimspiel gegen die Zweite Mannschaft von RCD Mallorca. Am Saisonende 2016/17 konnte er auf 12 Punktspiele zurückblicken, in denen er 2 Tore erzielte. Sein Debüt für die Profimannschaft gab der Spanier am 30. November 2017 in der 4. Runde des Wettbewerbs um den Königspokal beim 4:1-Rückspielsieg des FC Valencia über Real Saragossa. Sein Debüt in der Primera División gab er am 16. Dezember 2017 (16. Spieltag) bei der 1:2-Niederlage im Auswärtsspiel gegen SD Eibar mit Einwechslung für Andreas Pereira in der 81. Minute. Bis zum Ende der Spielzeit folgten 12 weitere Einsätze in Spaniens höchster Spielklasse, der Großteil davon nach Einwechslung. Auch in der Saison 2018/19 kam Torres zumeist als Einwechselspieler ins Spiel. Mit Valencia spielte er zunächst in der Champions League und kam dort dreimal zum Einsatz. Die Mannschaft stieg als Gruppendritter in die Europa League ab und drang dort anschließend bis ins Halbfinale vor, der Spanier wurde in diesem Wettbewerb viermal eingesetzt. Darüber hinaus gewann er mit der Mannschaft die Copa del Rey. In der Spielzeit 2019/20 avancierte der Flügelspieler zum Stammspieler und lief für Valencia 34-mal in der Liga sowie 6-mal in der Champions League auf, in der er mit dem Verein das Achtelfinale erreichte.
Zur Saison 2020/21 wechselte Torres in die Premier League zu Manchester City und unterschrieb einen Fünfjahresvertrag. Unter dem Cheftrainer Pep Guardiola konnte sich der Flügelspieler gegen Riyad Mahrez, Gabriel Jesus, Raheem Sterling, Phil Foden und Bernardo Silva nicht durchsetzen. Torres steuerte 24 Einsätze (15-mal von Beginn) und 7 Tore zum Gewinn der englischen Meisterschaft bei. Drei Tore erzielte er davon am 36. Spieltag bei einem 4:3-Sieg gegen Newcastle United. In der Champions League, in der City das Finale gegen den FC Chelsea verlor, kam er 6-mal (4-mal in der Startelf) zum Einsatz und erzielte 4 Tore. Jedoch waren 5 der Einsätze während der Gruppenphase. Hinzu kamen jeweils 3 Einsätze und ein Tor im FA Cup sowie EFL Cup. Auch in der Saison 2021/22 blieb Torres nur die Reservistenrolle. Zudem verpflichtete der Verein mit Jack Grealish einen weiteren Spieler auf seiner Position. Der Flügelspieler kam bis zum Jahresende 2021 nur 4-mal in der Liga zum Einsatz und erzielte durch ein „Doppelpack“ beim 5:0-Sieg gegen den FC Arsenal am 3. Spieltag 2 Tore.
Zum 1. Januar 2022 kehrte Torres nach Spanien zurück und wechselte zum FC Barcelona. Der 21-Jährige unterschrieb einen Vertrag bis zum 30. Juni 2027, der eine Ausstiegsklausel in Höhe von einer Milliarde Euro enthält. Da die Gehälter des Vereins zu diesem Zeitpunkt über der erlaubten Obergrenze lagen, konnte Torres zunächst nicht bei der Liga registriert werden, um eine Spielberechtigung zu erhalten. Nachdem der FC Barcelona Philippe Coutinho verliehen und sich mit Samuel Umtiti auf eine Vertragsverlängerung samt Gehaltsreduzierung geeinigt hatte, konnte Torres bei der Liga gemeldet werden. Da er nach seiner Ankunft positiv auf SARS-CoV-2 getestet worden war und sich daher in Quarantäne befand, fiel er jedoch ohnehin für die beiden Pflichtspiele in diesem Zeitraum aus.

### Nationalmannschaft
Torres läuft seit der U17 für spanische Juniorennationalmannschaften auf. Mit der Auswahl gewann er im Mai 2017 die U17-Europameisterschaft 2017 in Kroatien. Insgesamt absolvierte er 24 Spiele für die U17 und erzielte 2 Tore. Für die U19 absolvierte er 17 Spiele mit 9 Torerfolgen und gewann mit ihr die U19-Europameisterschaft 2019 in Armenien. Seit September 2019 wird Torres in der U21-Nationalmannschaft eingesetzt.
Seinen ersten Einsatz in der A-Nationalmannschaft hatte er am 3. September 2020 beim Nations-League-Spiel gegen Deutschland, bei dem er die vollen 90 Minuten spielte. Drei Tage später wurde er im gleichen Wettbewerb gegen die Ukraine in der 74. Minute eingewechselt und erzielte elf Minuten später mit seinem ersten Länderspieltor den 4:0-Endstand. Es folgten weitere Einsätze und am 17. November 2020 erzielte er beim 6:0-Sieg gegen Deutschland drei Tore. Durch diesen Sieg verdrängten die Spanier die deutsche Mannschaft von der Tabellenspitze und qualifizierten sich für das Final-Four-Turnier im Herbst 2021. Darüber hinaus gingen sie in die Geschichte ein, indem sie der deutschen Fußballnationalmannschaft die höchste Pflichtspielniederlage in ihrer bisherigen Geschichte versetzte.
Bei der Europameisterschaft 2021 stand er im spanischen Aufgebot, das im Halbfinale gegen Italien ausschied. Ebenso stand Torres im spanischen Aufgebot für die Weltmeisterschaft 2022 in Katar. Beim 7:0-Auftaktsieg gegen Costa Rica erzielte er zwei Tore. Im Achtelfinale schied Torres mit Spanien gegen Marokko aus.

## Titel

### Nationalmannschaft
- Europameister: 2024
- UEFA-Nations-League-Sieger: 2023
- U19-Europameister: 2019
- U17-Europameister: 2017

### Im Verein
England
- Meister: 2021 (Manchester City)

Spanien
- Meister (2): 2023, 2025 (beide FC Barcelona)
- Pokalsieger (2): 2019 (FC Valencia), 2025 (FC Barcelona)
- Superpokalsieger (2): 2023, 2025 (beide FC Barcelona)